# سكوتي هوبسون
سكوتي هوبسون (بالإنجليزية: Scotty Hopson)‏ مواليد 8 أغسطس 1989 في هوبكينزفيل، هو لاعب كرة سلة محترف أمريكي بدأ مسيرته الاحترافية في سنة 2011 يلعب مع فريق فوشان دراليونز في الرابطة الصينية لكرة السلة ويحمل الرقم 24. يبلغ طوله 6 قدم 7 بوصة (2.0 م).

## فرق لعب لها
- كليفلاند كافالييرز
- ساسكي باسكونيا
- فوشان دراليونز

## إحصائيات المسيرة

### الرابطة الوطنية لكرة السلة

#### الموسم الاعتيادي
| السنة   | الفريق             | لعب | بدأ | دقيقة | ميداني% | ثلاثية | حرة  | ارتداد | صنع | استلاب | تصدي | نقطة |
| ------- | ------------------ | --- | --- | ----- | ------- | ------ | ---- | ------ | --- | ------ | ---- | ---- |
| 2014–15 | كليفلاند كافالييرز | 2   | 0   | 3.5   | .000    | .000   | .500 | .0     | .5  | .5     | .0   | .5   |
| المسيرة |                    | 2   | 0   | 3.5   | .000    | .000   | .500 | .0     | .5  | .5     | .0   | .5   |

## روابط خارجية
- سكوتي هوبسون على موقع الدوري الأوروبي لكرة السلة (الإنجليزية)
- سكوتي هوبسون على موقع إن بي أي (الإنجليزية)
- سكوتي هوبسون على موقع سبورتس رفرنس (الإنجليزية)
- سكوتي هوبسون على موقع الدوري الإسباني لكرة السلة (الإسبانية)
- سكوتي هوبسون على موقع كرة السلة الأوروبية.كوم (الإنجليزية)
- سكوتي هوبسون على موقع كلية كرة السلة في سبورتس رفرنس.كوم (الإنجليزية)
- سكوتي هوبسون على موقع ريلجم (الإنجليزية)
- سكوتي هوبسون على موقع بروبوليرز (الإنجليزية)
- سكوتي هوبسون على موقع سبورتس رفرنس (الإنجليزية)
- سكوتي هوبسون على موقع سبورتس رفرنس (الإنجليزية)